# Vampyressa melissa
Vampyressa melissa es una especie de murciélagos de la familia Phyllostomidae. Se encuentran en los bosques de Colombia, Perú y Ecuador, en los Andes (1180–2763 m de altitud). Se alimenta de frutas.